# Väddö landskommun
Väddö landskommun var en tidigare kommun i Stockholms län.

## Administrativ historik
Den 1 januari 1863, när kommunalförordningarna började tillämpas, skapades över hela riket cirka 2 500 kommuner, varav 89 städer, 8 köpingar och resten landskommuner. Då inrättades i Väddö socken i Väddö och Häverö skeppslag i Uppland denna kommun.
Vid kommunreformen den 1 januari 1952 inkorporerades Björkö-Arholma landskommun med 607 invånare (enligt folkräkningen den 31 december 1950) och omfattande en areal av 46,10 km², varav 45,63 km² land. Björkö-Arholma landskommun hade bildats 1917 genom utbrytning ur Vätö landskommun. Befolkningen i den ursprungliga Väddö landskommun var 2 962 invånare enligt folkräkningen den 31 december 1950, och den utökade Väddö landskommun hade därmed 3 569 invånare den 31 december 1950.
Vid kommunreformen den 1 januari 1971 upphörde kommunen och Väddö blev en av 25 ursprungliga enheter som kom att ingå i nybildade Norrtälje kommun. Kommunen hade 2 586 invånare när den upplöstes.

### Judiciell tillhörighet
I judiciellt hänseende tillhörde landskommunen Norra Roslags domsaga (1863-1870 kallad Närdinghundra, Frösåkers, Väddö och Häverö domsaga) och tingslagen Väddö och Häverö skeppslag 1863-1918, Väddö och Närdinghundra tingslag 1918-1948 och Norra Roslags domsagas tingslag från 1948.

### Kyrklig tillhörighet
I kyrkligt hänseende tillhörde kommunen Väddö församling. Genom kommunreformen 1952 tillkom Björkö-Arholma församling.

## Geografi
Väddö landskommun omfattade den 1 januari 1911 en areal av 147,74 km², varav 142,15 km² land och den 1 januari 1951 var arealen densamma. Den 1 januari 1952, efter kommunreformen, omfattade den utökade landskommunen en areal av 193,84 km², varav 187,78 km² land. Samtliga av dessa arealsiffror var baserade på Rikets allmänna kartverks kartor i skala 1:20 000 upprättade 1901-1906. Efter nymätningar och arealberäkningar färdiga den 1 januari 1955 baserat på nya kartor (ekonomiska kartan i skala 1:10 000) omfattade landskommunen den 1 januari 1961 en areal av 197,74 km², varav 192,81 km² land.

### Tätorter i kommunen 1960
| Tätort      | Folkmängd |
| ----------- | --------- |
| Elmsta      | 494       |
| Grisslehamn | 374       |

Tätortsgraden i kommunen var den 1 november 1960 27,9 procent.

## Befolkningsutveckling
| Befolkningsutvecklingen i Väddö landskommun 1870–1970 | Befolkningsutvecklingen i Väddö landskommun 1870–1970 | Befolkningsutvecklingen i Väddö landskommun 1870–1970 | Befolkningsutvecklingen i Väddö landskommun 1870–1970 | Befolkningsutvecklingen i Väddö landskommun 1870–1970 |
| --- | ----------------------------------------------------- | ----------------------------------------------------- | ----------------------------------------------------- | ----------------------------------------------------- |
| |                                                       |                                                       |                                                       |                                                       |
| År |                                                       |                                                       | Folkmängd                                             |                                                       |
| 1870 | 1870                                                  |                                                       | 3 174                                                 |                                                       |
| 1880 | 1880                                                  |                                                       | 3 660                                                 |                                                       |
| 1890 | 1890                                                  |                                                       | 3 769                                                 |                                                       |
| 1900 | 1900                                                  |                                                       | 3 928                                                 |                                                       |
| 1910 | 1910                                                  |                                                       | 3 816                                                 |                                                       |
| 1920 | 1920                                                  |                                                       | 3 716                                                 |                                                       |
| 1930 | 1930                                                  |                                                       | 3 348                                                 |                                                       |
| 1935 | 1935                                                  |                                                       | 3 361                                                 |                                                       |
| 1940 | 1940                                                  |                                                       | 3 109                                                 |                                                       |
| 1945 | 1945                                                  |                                                       | 3 132                                                 |                                                       |
| 1950 | 1950                                                  |                                                       | 3 569                                                 |                                                       |
| 1955 | 1955                                                  |                                                       | 3 379                                                 |                                                       |
| 1960 | 1960                                                  |                                                       | 3 110                                                 |                                                       |
| 1965 | 1965                                                  |                                                       | 2 783                                                 |                                                       |
| 1970 | 1970                                                  |                                                       | 2 586                                                 |                                                       |
| Anm: För åren 1870-1945: befolkning enligt folkräkning 31 december enligt den administrativa indelningen den 1 januari följande år. 1950 avser befolkning enligt folkräkning den 31 december enligt den administrativa indelningen den 1 januari 1952. 1955 avser den kyrkobokförda befolkningen den 31 december enligt den administrativa indelningen den 1 januari följande år. 1960 & 1965 avser befolkning enligt folkräkning den 1 november enligt den administrativa indelningen den 1 januari följande år. 1970 avser befolkningen den 31 december 1970 i det område som kommunen omfattade när den upplöstes 1 januari 1971. |                                                       |                                                       |                                                       |                                                       |

## Politik

### Mandatfördelning i valen 1938-1966
| 6 | 15 | 4 |

| 24 |

| 10 | 2 | 5 | 4 | 4 |

| 22 |

| 11 | 7 | 8 | 4 |

| 28 |

| 11 | 5 | 8 | 6 |

| 25 | 5 |

| 12 | 7 | 4 | 7 |

| 26 |

| 12 | 7 | 5 | 6 |

| 25 | 5 |

| 12 | 7 | 5 | 6 |

| 26 |